# Melvin Laird
Melvin Robert Laird Jr. (n. 1 septembrie 1922, Omaha, Nebraska, SUA – d. 16 noiembrie 2016, Fort Myers, Florida, SUA) a fost un politician, scriitor și om de stat american. A fost congresmen din Wisconsin în perioada 1953-1969, iar apoi a ocupat funcția de secretar al apărării din 1969 până în 1973 sub președintele Richard Nixon. În calitate de membru al administrației Nixon, Laird a contribuit la formularea politicii de retragere a soldaților americani din războiul din Vietnam. Acesta a inventat termenul „vietnamizare⁠(d)” pentru a descrie procesul de transferare a sarcinilor militare pe umerii forțelor Vietnamului de Sud⁠(d). Ales pentru prima dată în 1952, Laird a fost ultimul membru în viață a celui de-al 83-lea Congres⁠(d) la momentul morții sale.

## Biografie
Melvin Robert Laird s-a născut în Omaha, Nebraska, fiul lui Melvin R. Laird Sr.⁠(d), un politician, om de afaceri și preot. A crescut și a studiat în Marshfield, Wisconsin⁠(d),, deși în primul an a urmat Academia Lake Forest⁠(d) din Lake Forest, Illinois. A fost poreclit „Bambino” de către mama sa.
Laird a fost nepotul lui William D. Connor⁠(d), locotenent-guvernator al statului Wisconsin⁠(d) din 1907 până în 1909, și strănepotul lui Robert Connor⁠(d), membru al Adunării Statului Wisconsin⁠(d). Nepoata sa este Jessica Laird Doyle, soția fostului guvernator din Wisconsin Jim Doyle⁠(d).
A absolvit Colegiul Carleton⁠(d) din Minnesota în mai 1944, după ce cu un an înainte s-a înrolat în marina Statelor Unite. Având gradul de portdrapel⁠(d), a activat pe distrugătorul USS Maddox⁠(d) în războiul din Pacific la sfârșitul celui de-al Doilea Război Mondial. Decorat cu diverse medalii, inclusiv Purple Heart, Laird a părăsit marina în aprilie 1946.